# Alonzo Mourning
Alonzo Mourning   (Chesapeake, 8 de febrer de 1970) Alonzo Harding Mourning, Jr. és un exjugador de bàsquet nord-americà que formava part dels Miami Heat de l'NBA. Jugava en la posició de pivot. Fa 2,08 metres d'alçada i pesa 118 quilos. És conegut pel sobrenom de Zo'.
L'any 2002 va patir una malaltia renal, per la qual es va veure forçat a rebre un trasplantament de ronyó. Malgrat el trasplantament, va tornar a jugar a l'any següent, i va arribar a guanyar l'anell de l'NBA el 2006. La seva samarreta va ser retirada per l'equip de Miami Heat.